# Doppelader

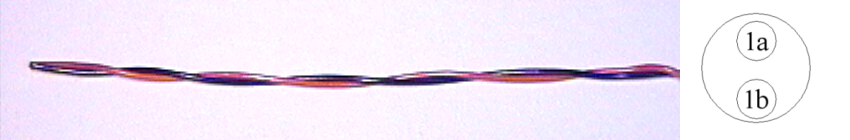
Doppelader

Verdrillte Doppelader

Bei der Doppelader (abgekürzt DA, CuDA oder CuDa) handelt es sich um eine Leitung aus zwei Einzeladern (isolierte Drähte), deren Leiterwerkstoff in der Regel aus Kupfer (Cu) besteht.
Die beiden Einzeladern sind entweder miteinander (Twisted Pair) oder mit weiteren Adern verdrillt (z. B. Sternvierer). Die Verdrillung sorgt dafür, dass durch induktive Einkopplung hervorgerufene Störspannungen sich in der Summe nahezu vollständig aufheben. Dadurch kann ein Übersprechen vermieden werden.
Telefonnetze enthalten im Hauptkabelbereich bis zu 2000 Doppeladern; man spricht dabei von Paarverseilung, wenn sie jeweils paarweise verdrillt sind. Oft werden jeweils vier Einzeladern gemeinsam zu einem Sternvierer verseilt, so dass zwei kreuzförmig verseilte Doppeladern entstehen. Doppeladern können auch einzeln in Installationsrohren oder als Rangierung frei verlegt sein.
Die Doppelader dient als Übertragungsmedium für analoge oder digitale Signale in der Kommunikationstechnik. Beispielsweise besteht im Telefonnetz der analogen Vermittlungstechnik die Teilnehmeranschlussleitung aus einer Doppelader.
Doppeladern werden in der Telekommunikation gewöhnlich ungeschirmt verwendet. In der Computertechnik dagegen werden sie häufig geschirmt.